# Bilguun Ariunbaatar

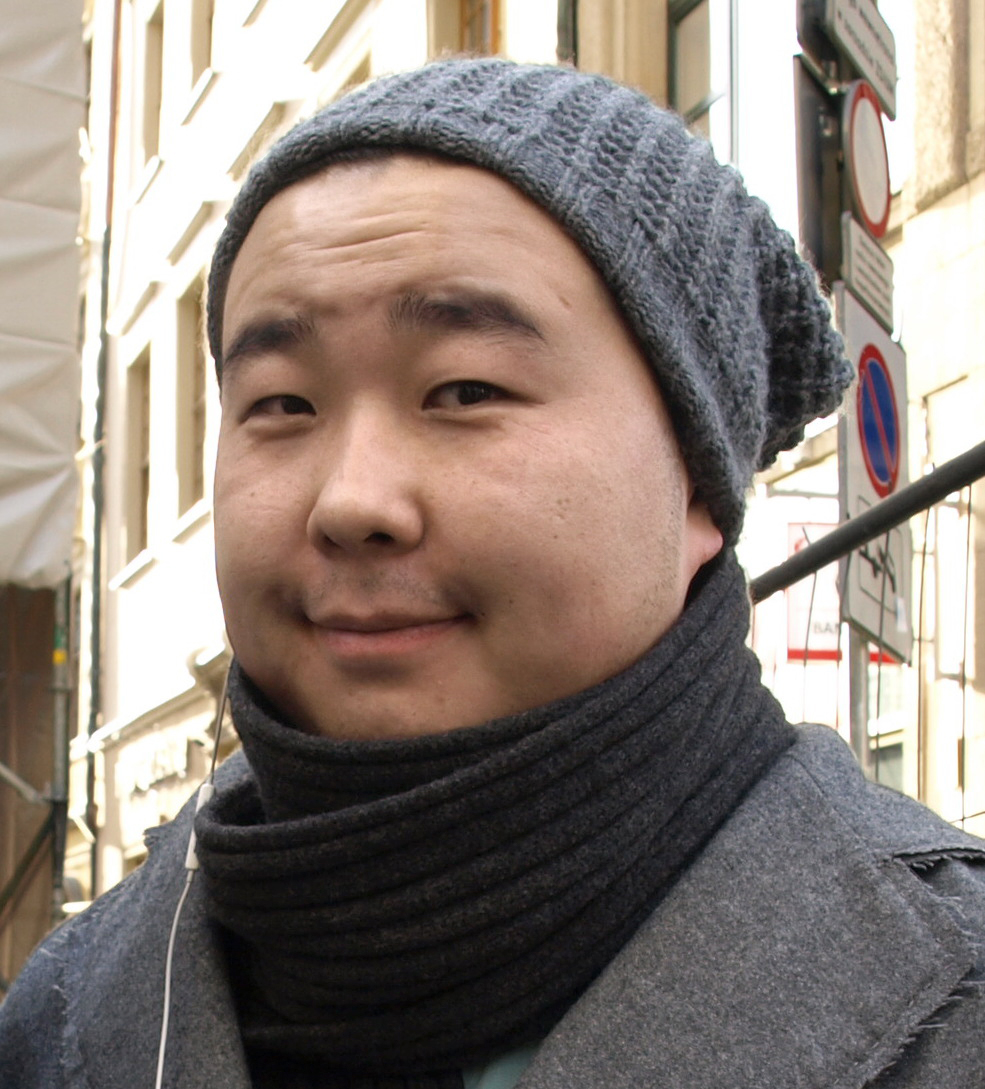
Bilguun Ariunbaatar

Bilguun Ariunbaatar (* 1986 in Ulaanbaatar, Mongolei; ursprünglich mongolisch Ариунбаатарын Билгүүн, Ariunbaataryn Bilgüün) ist ein polnischer Journalist, Satiriker und Fernsehmoderator.
Ariunbaatar, der Anfang der 1990er Jahre mit seinen Eltern von der Mongolei nach Polen auswanderte, wo er im kleinpolnischen Nowy Targ aufwuchs, arbeitete nach dem Abitur zu Anfang als Journalist. Im Frühling 2010 begann seine Mitarbeit an einer Late-Night-Show des polnischen Fernsehsenders TVN als fiktiver Außenkorrespondent. Ab Herbst 2011 folgte, neben weiteren Gastauftritten in anderen Sendeformaten, die Moderation eines eigenen Abendprogramms.
Im Sommer 2011 nahm Ariunbaatar an der dreizehnten Auflage der polnischen Tanz-Casting-Show „Taniec z gwiazdami“ teil. Gemeinsam mit seiner Tanzpartnerin Janja Lesar errang er im Finale den zweiten Platz. Ab Winter 2013 moderierte er zudem einige Sendeformate des polnischen Ablegers des Musiksenders VIVA Polska. Für den polnischen Fernsehsender Polsat moderiert er gegenwärtig seit Frühling 2014 das abendfüllende Sendeformat „Twoja twarz brzmi znajomo“.
Nebenbei macht Ariunbaatar Werbung unter anderem für einen Süßwarenhersteller und den WWF und ist als Synchronsprecher für Zeichentrickfilme tätig. Obwohl er gelegentlich in seinen satirischen Auftritten mit starkem Akzent spricht, beherrscht Ariunbaatar die polnische Sprache seit seiner Kindheit flüssig.